# Lac Acigami
Pour les articles homonymes, voir Lac Roca.
Le lac Acigami (qui a été nommé aussi durant une période lac Roca) en Argentine et le lac Errázuriz au Chili, est une étendue d'eau située sur la grande île de Terre de Feu, en Patagonie. Il a la particularité d’être divisé Nord-Sud par la frontière entre l'Argentine et le Chili.

## Origine du nom
Appelé Acigami qui signifie « sac allongé » en langue amérindienne Yagan (Yámana), le lac est nommé en l’honneur de Julio Argentino Roca (1843-1914), militaire, politique et président argentin, qui visita la région en 1899 puis renommé Acigami en 2009. La première mention écrite du nom Acigami remonte à 1883, dans le rapport d'expédition du géographe italien Giacomo Bove intitulé "Expedición Austral Argentina" et imprimé à Buenos Aires par le Département National de l’Agriculture.
Le lac est nommé Errázuriz au Chili, en l’honneur de Federico Errázuriz Echaurren (1850-1901) qui est président du Chili entre 1871 et 1876 et entre 1896 et 1901.

## Description
Le lac, d’origine glaciaire, a une forme longitudinale orientée nord-est sud-est entre la chaîne de montagnes Guanaco et les monts Las Piramides de la cordillère Darwin.
Sa longueur est de 11 km environ, avec une largeur moyenne de 1,5 km. Trois-quarts de sa superficie se trouvent en territoire chilien. Sa partie argentine est entièrement située dans le parc national Tierra del Fuego.

## Un symbole politique
Le 7 juin 2024, le gouvernement argentin a décidé du retour du nom "Roca". Cette décision a été annoncée lors de la revue de presse du 12 juin 2024. Durant cette communication le porte-parole du gouvernement Manuel Adorni a déclaré : “le lac Acigami, qui est un nom aborigène qui signifie “poche allongée”, Dieu sait ce que cela a à voir, le lac Roca a été rebaptisé, comme il l’était avant 2008, en l’honneur du héros, ancien président de la République et architecte de la consolidation de l’État-nation, qui avec sa vision et son leadership a fini par délimiter l’extension de notre territoire”.
Le lac Acigami faisait jusqu'alors parti des rares toponymes d'origine yagan recensés dans le catalogue officiel de l'Institut Géographique National d'Argentine.
À la suite de cette annonce, plusieurs personnes et institutions se sont indignées, dont l'écrivain et porte-parole de la communauté Yagan Paiakoala d'Ushuaia, Victor Vargas Filgueira, et plusieurs institutions dont l'Université de Terre de Feu. En France, cet évènement a été visibilisé par l'ethnologue et géographe Lauriane Lemasson, via un article sur le site de l'association Karukinka. Cet article a ensuite été relayé par la Chaire UNESCO en Toponymie Inclusive "Dénommer le monde".

### Sources etbibliographie
- (es) M. L. Borla, M. Vereda, Explorando Tierra del Fuego, Editorial Utopías, 2e édition, 2006,  (ISBN 987-23221-1-2)
- (en) Tierra del Fuego & Isla Navarino, Travel Trekking Map, Zaguier & Urruty Publications, 2007,  (ISBN 978-1-879568-14-3)
- (es) Giacomo Bove, Expedición Austral Argentina, Buenos Aires, 1883.
- (fr) Lauriane Lemasson, "La toponymie argentine : un enjeu de pouvoir pour le gouvernement de Javier Milei", blog du site de l'association Karukinka, 2024.
- (fr) Chaire de l'UNESCO Toponymie inclusive, "Épuration toponymique néocoloniale et déni des droits autochtones: le lac argentin Acigami voit son nom d’origine autochtone effacé pour lui substituer celui du conquérant des terres du sud", 2024.